# 切罗基凤凰
《切罗基凤凰》（ᏣᎳᎩ ᏧᎴᎯᏌᏅᎯ, Tsalagi Tsulehisanvhi）是第一份有美国印第安人所办的报纸。第一期在1828年2月21日在切罗基族部落领地的首府纽耶霍塔出版。其首任主编是伊莱亚斯·布迪诺特。自创办以来该报间歇的出版，现在是一份月报，总部设在俄克拉荷马州塔勒阔。